# József Teleki

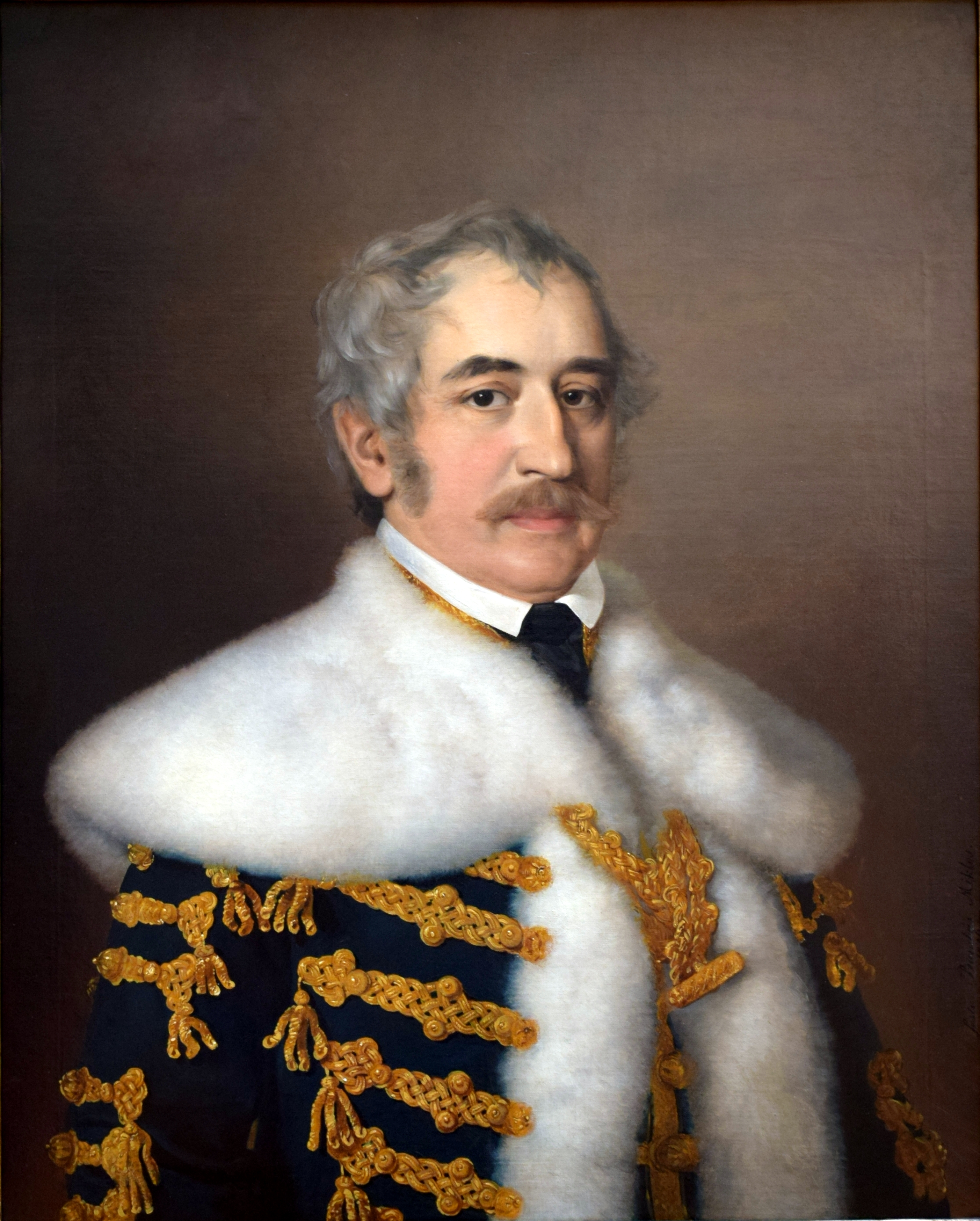
József Teleki auf einem Gemälde von Miklós Barabás.

József Graf Teleki von Szék (auch Joseph Teleki, * 24. Oktober 1790 in Pest; † 15. Februar 1855 ebenda) war ein ungarischer Historiker, Jurist und Politiker. Er war Gubernator von Siebenbürgen und erster Präsident der Ungarischen Akademie der Wissenschaften.

## Leben
Teleki entstammte einer alten ungarischen Adelsfamilie aus Siebenbürgen. Er studierte ab 1806 Jura in Pest und war ab 1808 für zwei Jahre Vizenotar des Komitats Pest-Pilis-Solt. Anschließend war er bei der Ungarischen Statthalterei in Buda angestellt. Von 1812 bis 1814 studierte Teleki an der Universität in Göttingen und bereiste anschließend das heutige Deutschland, die Niederlande, Norditalien und die Schweiz. 
Nach seiner Rückkehr 1815 nach Ungarn wurde Teleki 1824 Richter an der königlichen Tafel. 1827 wurde er zum Obergespan des Komitats Csanád ernannt und übernahm dieses Amt 1830 auch im Komitat Szabolcs. Zeitgleich baute er zusammen mit István Széchenyi die Ungarische Akademie der Wissenschaften (MTA) auf, deren erster Präsident er ab 1830 bis zu seinem Tode war. 1832 wurde er Rat bei der Ungarischen Hofkanzlei in Wien und war von 1842 bis zum Ausbruch der Ungarischen Revolution 1848 Gubernator von Siebenbürgen. Anschließend zog er sich aus der Politik zurück und widmete sich ganz der Wissenschaft. Seine 25.000 Bücher umfassende Privatbibliothek vermachte er der MTA. Diese bildete die Basis der Bibliothek der Akademie.